# Festival Lumière 2021
Le Festival Lumière 2021 est la treizième édition du Festival Lumière.

## Déroulement et faits marquants
La treizième édition du festival a eu lieu 9 au 17 octobre 2021 avec 145 000 festivaliers qui ont assisté à la projection de plus de 150 films en 450 séances dans la métropole lyonnaise, donnant un taux de remplissage des salles à 85%.

### Prix Lumière
Le prix Lumière est remis à Jane Campion le vendredi 15 octobre par Julia Ducournau. C'était le souhait de l'ancien président du festival Bertrand Tavernier.

### Événements, hommages
- Soirée d'ouverture : projection du film Le Caméraman (1928) de Buster Keaton et Edward Sedgwick
- Séance de clôture : projection du film La Leçon de piano (1993) de Jane Campion
- Séance famille : projection du film Shrek d'Andrew Adamson et Vicky Jenson, pour ses vingt ans
- Histoire permanente des femmes cinéastes : Kinuyo Tanaka, une réalisatrice de l'âge d'or du cinéma japonais
- Hommage à Bertrand Tavernier
- 9e édition du Marché International du film classique[5].

### Prix
- 7e Prix Raymond Chirat : Gian Luca Farinelli à la tête de la Cineteca – la cinémathèque - de Bologne et du festival Il Cinema Ritrovato – le cinéma retrouvé[6],[7]
- 10e Prix Bernard Chardère : Thierry Lounas, fondateur en 1999 de Capricci, qui produit et distribue des films et qui édite aussi des ouvrages sur le cinéma[8]
- 6e Prix Fabienne Vonier : Brigitte Maccioni[9],[10]